# Android SDK
Android SDK è un kit di sviluppo software per l'ecosistema software Android che include un insieme completo di strumenti per lo sviluppo. Tra questi vi sono un debugger, librerie, un emulatore per dispositivi mobili basato su QEMU, documentazione, codice di esempio e tutorial. L'SDK è parte integrante dell'ambiente di sviluppo integrato (IDE) ufficiale Android Studio, ma i suoi vari strumenti e risorse possono essere utilizzati anche in modo indipendente.
Le piattaforme di sviluppo attualmente supportate includono computer con sistema operativo Linux (qualsiasi distribuzione desktop Linux moderna), Mac OS X 10.5.8 o versioni successive e Windows 7 o versioni successive.

## Contesto
A partire da marzo 2015, l'SDK non è disponibile direttamente su Android, ma lo sviluppo software è possibile utilizzando applicazioni Android specializzate.
Fino alla fine del 2014 circa, l'IDE ufficialmente supportato era Eclipse, che utilizzava il plugin Android Development Tools (ADT). A partire dal 2015, Android Studio è diventato l'IDE ufficiale; tuttavia, gli sviluppatori sono liberi di utilizzare altri strumenti, anche se Google ha chiarito che ADT non sarebbe stato più supportato ufficialmente dalla fine del 2015, per concentrare gli sforzi su Android Studio come IDE ufficiale per Android. Inoltre, gli sviluppatori possono utilizzare qualsiasi editor di testo per modificare file Java e XML, per poi ricorrere a strumenti da riga di comando (sono richiesti Java Development Kit e Apache Ant) per creare, compilare ed eseguire il debug di applicazioni Android, nonché controllare i dispositivi Android collegati (ad esempio, riavviarli o installare pacchetti software in remoto).
Gli aggiornamenti dell'SDK di Android procedono di pari passo con lo sviluppo complessivo della piattaforma Android. L'SDK supporta anche le versioni precedenti della piattaforma Android nel caso in cui gli sviluppatori vogliano progettare le loro applicazioni per dispositivi più vecchi. Gli strumenti di sviluppo sono componenti scaricabili, quindi dopo aver scaricato l'ultima versione e la piattaforma più recente, è possibile scaricare anche versioni e strumenti più vecchi per effettuare test di compatibilità.
Le applicazioni Android sono impacchettate nel formato .apk e salvate nella cartella /data/app del sistema operativo Android (per motivi di sicurezza, la cartella è accessibile solo all'utente root). Il pacchetto APK contiene file .dex  (file di bytecode compilato chiamati eseguibili Dalvik), file di risorse, ecc.

## Strumenti della piattaforma Android SDK
Gli Android SDK Platform Tools sono un sottoinsieme scaricabile separatamente dell'SDK completo, costituito da strumenti da riga di comando come Android Debug Bridge e Fastboot.

## Sicurezza
Alcune vulnerabilità di sicurezza sono state scoperte nel 2014.